# Ohio Stadium
Das Ohio Stadium ist ein College-Football-Stadion in der US-amerikanischen Stadt Columbus im Bundesstaat Ohio. Es ist der Austragungsort der College-Football-Spiele des NCAA-Teams der Ohio State Buckeyes. Die Anlage ist Eigentum der Ohio State University und liegt auf deren Campus. Sie wurde am 22. März 1974 vom National Park Service ins National Register of Historic Places aufgenommen. Mit einer Kapazität von 102.780 Zuschauern ist es das drittgrößte Stadion im US-amerikanischen College-Football – nach dem Michigan Stadium und dem Beaver Stadium – und das fünftgrößte Stadion der Welt.

## Geschichte
Bereits 1913 war das Ohio Field nicht in der Lage, die Massen aufzunehmen, die von den Footballspielen der Ohio State Buckeyes angezogen wurden. Ein Neubau stand daher zur Diskussion. 1918 konzipierte der Architekt Dwight Howard Smith eine Sportstätte mit hufeisenförmigen Grundriss. Zur Finanzierung des Projekts wurde im Oktober 1920 begonnen, Geld zu sammeln und man erhielt bis Januar 1921 Zusagen in der Höhe von über eine Mio. US-Dollar, wovon 975.000 US-Dollar gespendet wurden. Das Ohio Stadium wurde 1922 mit Baukosten von 1,34 Mio. US-Dollar errichtet. Die Spielstätte mit seiner ursprünglichen Kapazität von 66.210 besaß eine astronomische Größe zu dieser Zeit. Das erste Spiel der Buckeyes in der neuen Heimat war am 7. Oktober 1922 gegen die Ohio Wesleyan University und zog 25.000 Zuschauer an. Dies besorgte die Leute, weil die Sportarena halb leer war. Bei der formellen Einweihung gegen Michigan am 21. Oktober legte sich diese Sorge wieder. Die Besucherzahl wird mit 72.000 angegeben, aber niemand ist wirklich sicher, wie viele Menschen es in das Stadion schafften. Diese Marke wurde 1925 wiederum im Spiel gegen Michigan mit 90.411 Zuschauern übertroffen. 1923 wurde eine Leichtathletikanlage um das Spielfeld angelegt. Das Leichtathletik-Team nutzte es für viele Jahre, bis 2001 das Jesse Owens Memorial Stadium nebenan eröffnet wurde. Als Jesse Owens an der OSU studierte, trainierte er ebenfalls im Ohio Stadium.
Das weite Rund war die Heimspielstätte des Fußball-Franchises der Columbus Crew von der Gründung der Major League Soccer (MLS) 1996 bis zur Eröffnung des Columbus Crew Stadium 1999. Im Anschluss an die Saison 1999 wurde mit einer 194 Mio. US-Dollar teuren Renovierung die Zuschauerkapazität auf 101.568 erhöht. Erstmals von 1970 bis 1990 und wiederum seit 2007 ist ein Kunstrasen im Stadion verlegt. Die heutige Rekordzuschauerzahl wurde am 26. November 2016 mit 110.045 Zuschauern gegen die Michigan Wolverines erzielt. Dem Stadion fehlte lange Zeit eine feste Spielfeldbeleuchtung. Bei Abendspielen wurde jeweils ein temporäres Flutlicht installiert. Erst mit der Erweiterung 2014 erhielt das Ohio Stadium ein permanentes Flutlicht.
Im Februar 2024 vergab die nordamerikanische Eishockeyliga NHL das Spiel der Stadium Series 2025 in das Stadion der Ohio State University. Bei der Partie am 1. März sollen sich die Columbus Blue Jackets und die Detroit Red Wings gegenüberstehen.
Es wird ebenfalls für Konzerte genutzt. So traten u. a. The Beach Boys, U2, The Rolling Stones, Pink Floyd oder Metallica im Ohio Stadium auf.